# Gaby Schaunig

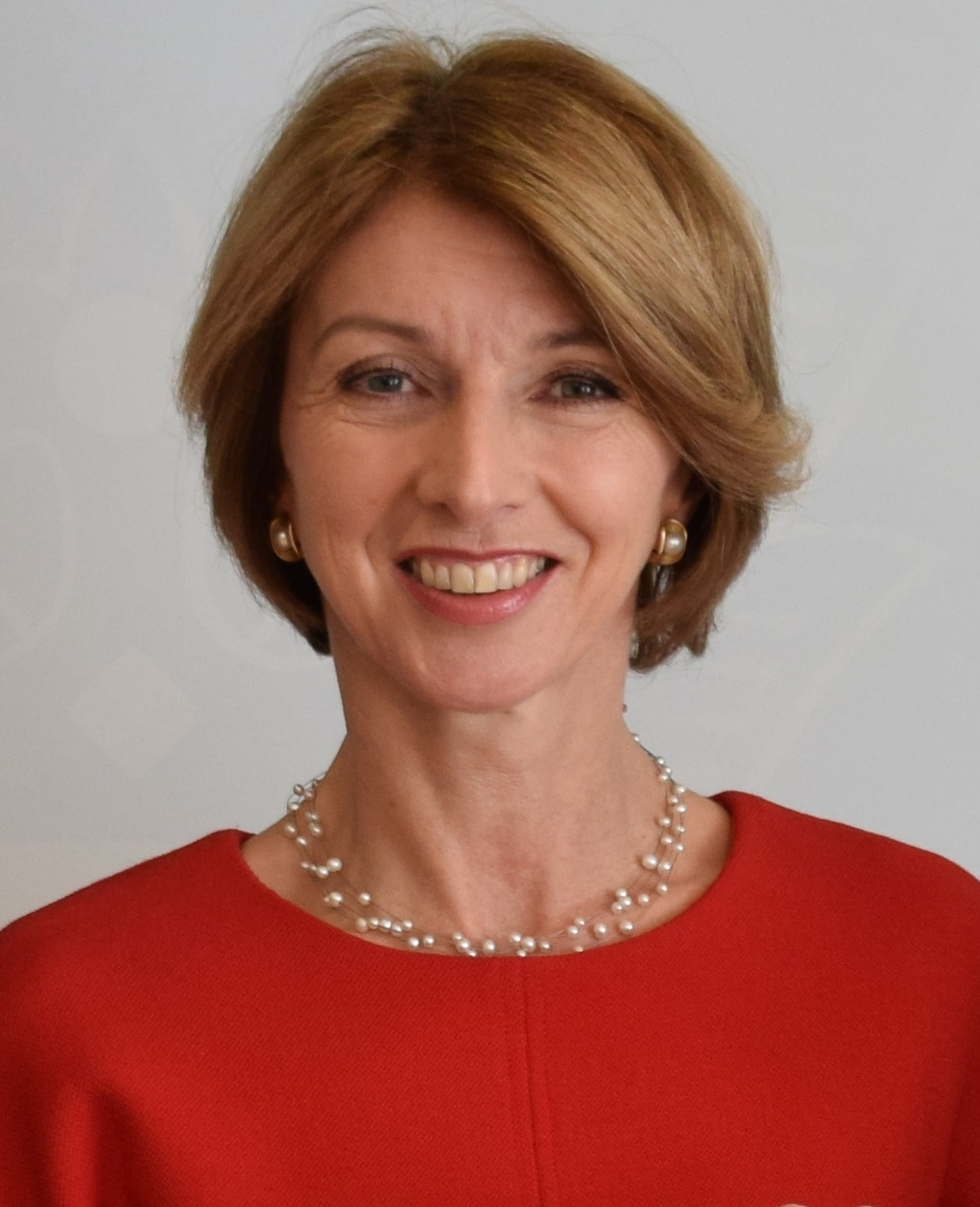
Gaby Schaunig (2016)

Gabriele „Gaby“ Schaunig-Kandut (* 3. Mai 1965 in Klagenfurt am Wörthersee) ist eine österreichische Juristin, Politikerin (SPÖ) und seit 2013 Landesrätin in der Kärntner Landesregierung Kaiser II, seit 2018 für die Bereiche Finanzen, Beteiligungen, Entwicklung und Forschung zuständig. Seit dem 13. April 2023 ist sie 1. Landeshauptmann-Stellvertreterin, zuvor war sie 2. Landeshauptmann-Stellvertreterin.

## Leben
Gaby Schaunig begann 1983 das Studium der Rechtswissenschaft an der Universität Graz, das sie mit Sponsion (1987) und Doktorat (1989) abschloss. Neben ihrer Tätigkeit als Vertragsassistentin und Lehrbeauftragte an der Universität Graz (bis 1993) arbeitete sie ab 1990 für die Kammer für Arbeiter und Angestellte für Kärnten. Von 2008 bis 2011 war sie als Rechtsanwaltsanwärterin tätig. Nach Absolvierung der Rechtsanwaltsprüfung im Jahr 2011 machte sie sich als Rechtsanwältin selbständig.

## Politik
Ab 1999 war Gaby Schaunig Landesrätin für Soziales in der Kärntner Landesregierung. Im Herbst 2005 wurde sie zur Parteivorsitzenden der SPÖ Kärnten gewählt und löste damit Peter Ambrozy ab, der in drei Landtagswahlen gegen Jörg Haider glücklos geblieben war. Sie übernahm am 23. November 2005 auch seinen Posten als Landeshauptmannstellvertreter. Nach der Aufkündigung des Arbeitsübereinkommens mit dem BZÖ (ehemals FPÖ) am 28. Februar 2006 strebte sie Neuwahlen und das Amt der Landeshauptfrau an.
Am 8. Juli 2008 gab Schaunig überraschend ihren Rückzug aus der Politik und somit ihren Rücktritt als Landesparteichefin der SPÖ Kärnten und Landeshauptmannstellvertreterin bekannt. Nachfolger Schaunigs in beiden Funktionen war der damalige Landesrat Reinhart Rohr. Als Hauptmotiv für ihren Rücktritt nannte Schaunig in einer Pressekonferenz Jörg Haider. Durch ihn hätte eine „politische Unkultur“ Einzug gehalten, wodurch sie nicht mehr bereit gewesen sei, „in der Umgebung Jörg Haiders und seines Umfeldes tätig zu sein“.
Gaby Schaunig setzte sich als Soziallandesrätin besonders für die Lebensumstände und Lebensbedingungen kognitiv behinderter Menschen ein. Sie verfasste und veröffentlichte einen Bedarfs- und Entwicklungsplan, um Menschen mit Behinderung aus großen Pflegeeinrichtung auszugliedern und das Normalisierungsprinzip umzusetzen. Durch ihr Engagement konnte das Caritas. Team Lebensgestaltung auch für schwerst behinderte Erwachsene sozialraumorientierte Einrichtungen umsetzen.
Im Jahr 2013 kehrte sie in die Politik zurück und bekleidet seit März 2013 unter Peter Kaiser das Amt der zweiten Landeshauptmannstellvertreterin. In ihre Zuständigkeit fielen von 2013 bis 2018 die Referate: Finanzen, Wohnbau, Gemeinden, Arbeitnehmerförderung. Sie ist die Technologiereferentin des Landes Kärnten. Ab März 2015 verhandelte sie auf Seiten des Landes Kärnten mit den Gläubigern der Abbaubank HETA. 2016 konnten die Verhandlungen erfolgreich abgeschlossen werden.
In der 32. Gesetzgebungsperiode war Schaunig ab dem 12. April 2018 in der Landesregierung Kaiser II als 2. Landeshauptmann-Stellvertreterin und Landesrätin für die Bereiche Finanzen, Beteiligungen, Entwicklung und Forschung zuständig.  

## Privates
Gaby Schaunig ist verheiratet und lebt im Bezirk Wölfnitz in Klagenfurt. Sie hat eine Tochter.